# Муришилиш III
Муришилиш III, такође познат и као Ури-Тешуб, је био хетитски краљ из периода Новог краљевства. Владао је од 1272. до 1267. (или 1265) године п. н. е. (доња хронологија).

## Владавина
Муришилиш је рођен као Ури-Тешуб. Био је син хетитског краља Муваталија II који је нанео пораз Египћанима код Кадеша и учврстио хетитски утицај на Леванту. Муватали је у својим походима против Газејаца основао нову кнежевину у Хакпису на чије чело је поставио свога брата Хатушилиша III. Након Муваталијеве смрти, Муришилиш III наслеђује хетитски престо узимајући за себе ново име. Углед и моћ Хатушилиша навели су Муришилиша да посумња у верност свога стрица. Када је Хатушилиш вратио своје територије, Муришилиш је покушао да смањи област која је под контролом стрица. Хатушилиш је на то одговорио добро организованом побуном. Устанак је завршен успешно. Муришилиш је збачен са престола на који се пење Хатушилиш. Нарушивши правило наслеђивања, Хатушилиш је осећао потребу за оправдањем своје узурпације. То оправдање сачувано је у једном од најпознатијих хетитских текстова - "Одбрана Хатушилишева". Муришилиш је побегао у Египат. Хатушилиш је захтевао од Рамзеса II да преда бившег краља. Рамзес је одбио да призна да се Муришилиш склонио у Египат. Две државе дошле су на ивицу сукоба. Међутим, мир је ипак одржан и гарантован мировним споразумом који се сматра једним од првих докумената те врсте у историји.

## Владари Новог хетитског краљевства
| Владар                                | Владавина             | Догађај                                        |
| ------------------------------------- | --------------------- | ---------------------------------------------- |
| Тудхалија I                           | 15. век п. н. е.      | могуће унук Зиданте II                         |
| Арнуванда I                           |                       | зет Тудхалија I                                |
| Хатушилиш II                          |                       | постојање и владавина овог владара су оспорени |
| Тудхалија II                          | 1360? – 1344 п. н. е. | син Арнуванде                                  |
| Тудхалија III "Млађи"                 |                       | Син Тудхалија II                               |
| Шупилулијума I                        | 1344–1322 п. н. е.    | Син Тудхалија II                               |
| Арнуванда II                          | 1322–1321 п. н. е.    | Син Шупилулијуме                               |
| Муришилиш II                          | 1321–1295 п. н. е.    | Син Шупилулијуме                               |
| Муватали II                           | 1295–1272 п. н. е.    | Битка код Кадеша                               |
| Муришилиш III познат и као Урши-Тешуб | 1272–1267 п. н. е.    | Син Муваталија II                              |
| Хатушилиш III                         | 1267–1237 п. н. е.    | мировни уговор са Египтом                      |
| Тудхалија IV                          | 1237–1209 п. н. е.    | битка код Нихрије                              |
| Курунта                               | 1228–1227 п. н. е.    | Син Муваталија II                              |
| Арнуванда III                         | 1209–1207 п. н. е.    | Син Тудхалија IV                               |
| Шупилулијума II                       | 1207–1178 п. н. е.    | Син Тудхалија IV; пад Хатуше                   |